# 根岸麻衣子
根岸 麻衣子（ねぎし まいこ、1972年9月15日 - ）は、元群馬テレビアナウンサー。群馬県伊勢崎市出身。群馬県立前橋女子高等学校を経て、1995年3月高崎経済大学経済学部卒業。

## 過去の出演番組
- モーニングジャスト
- ぐんまインフォメーション
- ニューイヤー駅伝（TBS制作。群馬テレビも制作に協力している［後述］）
- ニュースジャストN（月・火は同局の山田浩史アナウンサーと水・木・金は同局の吉田学アナウンサーとダブルキャスターで出演）

## ニューイヤー駅伝
群馬テレビは独立局であるため、根岸が群馬県以外（GTVの電波を受信できる地域）で視聴できることはなかった。
しかし、TBSが制作し全国ネットで放送している元日の「ニューイヤー駅伝」においては、当地群馬県での開催であることから、TBSの要請を受けGTVも番組制作に協力しており、中継所のリポーターとして毎年出演していた。

## 群馬テレビ退社後
2010年3月26日をもって群馬テレビを退社。現在はフリーアナウンサーとして活動している。

2012年4月26日放送の「アメトーーク!!」の「ネギ芸人」の回で「ネギし麻衣子」として出演。多数存在するネギ料理一覧のパネルを紹介した。